# Challenger Lugano 2006
Il Challenger Lugano 2006 è stata l'ottava edizione di un torneo di tennis facente parte della categoria ATP Challenger Series nell'ambito dell'ATP Challenger Series 2006. Il torneo si è giocato a Lugano in Svizzera dal 12 al 18 giugno 2006 su campi in terra rossa.

## Vincitori

### Singolare
Olivier Patience ha battuto in finale  Guillermo García López con il punteggio di 6–4, 6–1

### Doppio
Giorgio Galimberti /  Oliver Marach hanno battuto in finale  Leonardo Azzaro /  Sergio Roitman con il punteggio di 7–5, 6–3